# 利蘭 (北卡羅萊納州)
利蘭（英語：Leland）是一個位於美國北卡羅萊納州不倫瑞克縣的城鎮。

## 人口
根據2020年美國人口普查的數據，利蘭的面積為58.73平方千米，當中陸地面積為57.83平方千米，而水域面積為0.90平方千米。當地共有人口23504人，而人口密度為每平方千米400人。